# Cristinas Heimreise

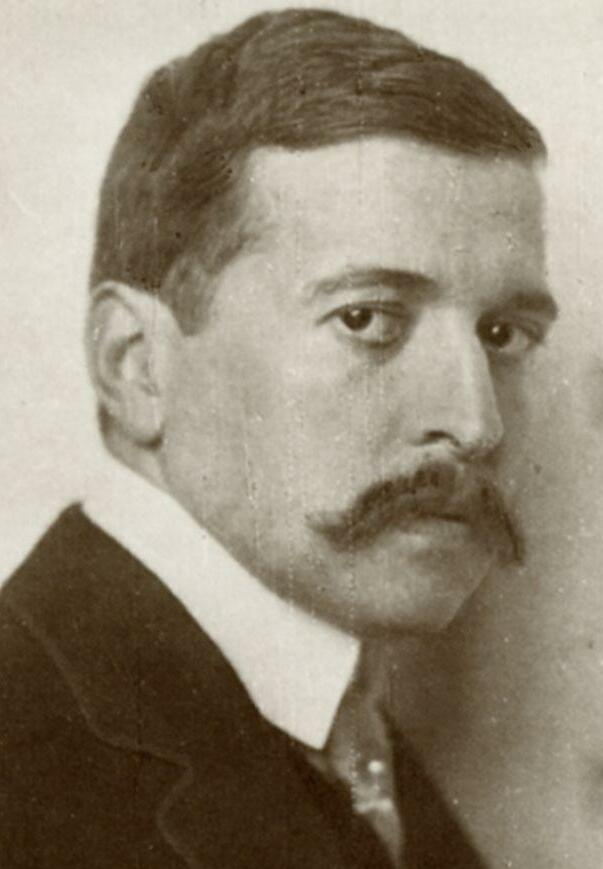
Hugo von Hofmannsthal (1910)

Cristinas Heimreise ist der Titel einer 1910 publizierten Komödie von Hugo von Hofmannsthal, die am 11. Februar 1910 im Deutschen Theater in Berlin unter Reinhardt uraufgeführt wurde. Hofmannsthal variiert in seinem Spiel das literarische Motiv des Herzensbrechers: Der leichtfertige Florindo sucht sich mit dem lebenserfahrenen Tomaso einen Stellvertreter, um nach der Verführung der jungen Cristina ihrer Bindung zu entkommen und verhilft diesem zu einer Ehe mit der durch seine Treulosigkeit desillusionierten Frau.

## Inhalt

### 1. Akt Venedig
Cristina, die Tochter und Erbin eines reichen Pächters und Wirtshausbesitzers in dem lombardischen Dorf capodiponte war in Begleitung ihrer Dienerin Pasca, die bei dem Waisenmädchen auch die Rolle einer mütterlichen Ratgeberin spielt, nach Venedig gereist, um dort einen Ehemann zu finden. Diese Hoffnung erfüllte sich allerdings nicht und sie wird von ihrem Onkel und Vormund Don Blasius, dem Pfarrer ihrer Gemeinde, abgeholt. Kurz vor ihrer Abreise begegnen ihr zwei Männer, die sich in sie verlieben: Einmal Tomaso, ein nach über drei Jahrzehnten aus Hinterindien zurückgekehrter Schiffskapitän, der sich mit seinem erworbenen Vermögen in seiner oberitalienischen Heimat niederlassen und eine Frau suchen möchte. Zweitens der mit ihm befreundete schöne leichtlebige junge Venezianer Florindo, angeblich Schreiber bei einem Advokaten, ein Liebhaber vieler Frauen, die er nach seinem schnellen Eroberungen wieder verlässt. Er macht Cristina sofort Komplimente und wirbt um sie, doch sie gibt ihm zu verstehen, dass sie nur nach der Trauung mit ihm intim wird. Er gibt seine Hoffnung auf eine Eroberung nicht auf und schließt sich Cristinas Reisegesellschaft an.

### 2. Akt Ceneda
In Ceneda übernachten die Heimreisenden in einem Gasthof. Florindo bereitet die Verführung Cristinas mit einem Souper mit Champagner und Fasanen bei Tafelmusik vor, bezirzt sie und verbringt mit ihr eine Liebesnacht. Zu seiner Überraschung verkündet seine Geliebte am nächsten Morgen, dass sie seine Frau geworden ist. Seine vorgeschobenen Bedenken, er sei für sie zu arm, sein Amt habe er nur vorgeschwindelt, um bei ihr Eindruck zu machen, zerstreut sie. Sie sei eine reiche Erbin. Sie will mit ihm zusammenbleiben und sie könnten die offizielle Hochzeit in ihrem Dorf nachholen. Pasca macht den beiden Liebenden Vorwürfe. Sie misstraut Florindo und ist um den Ruf ihres Schützlings besorgt. Sie fordert ihn auf, sofort nach Venedig zu reisen und dort einen bischöflichen Dispens, eine Befreiung vom Verbot vorehelicher Beziehungen, einzuholen, sich damit beim Vormund Don Blasius als Bräutigam zu präsentieren und dann alles seinen äußerlich gesellschaftlich ehrenhaften Verlauf nehmen zu lassen. Cristina trennt sich ungern von ihrem Geliebten, doch leuchten ihr Pascas Argumente ein. Florindo stimmt zu und verspricht seine baldige Rückkehr, doch findet er einen Ausweg. Der Kapitän ist nämlich auf dem Weg in seine Heimat mit seinem Diener Pedro in derselben Herberge abgestiegen und hat den Vorfall mitbekommen. Florindo erklärt ihm seine Situation, durch seine Veranlagung und Schwäche für schöne Frauen keine feste Verbindung eingehen zu können, und bittet ihn, als sein Vertreter, Cristina in ihr Dorf zu begleiten und zu beschützen. Dieser geht darauf ein und Florindo reist mit seinen neuen Bekannten, einem ausländischen Edelmann und seiner 16-jährigen Begleiterin, angeblich einer Verwandten, nach Venedig zurück.

### 3. Akt Capodiponte
Zwei Monate später hat Cristina immer noch nichts von Florindo gehört und seine Treulosigkeit ist offensichtlich. Ihr Leben nimmt seinen alltäglichen Gang. Zu dem Kapitän, der in ihrem Wirtshaus Quartier gefunden hat, entwickelt sich ein vertrauensvolles Verhältnis und sie merkt, dass er sie liebt, sich aber nicht getraut, ihr dies zu gestehen, und sie ermuntert ihn auch nicht dazu. Als Forindo, auf der Durchreise zusammen mit einer Gräfin, in einem Brief seinen Besuch ankündigt, will Tomaso die Situation klären und fragt Cristina nach ihren Gefühlen für den Geliebten einer Nacht und ob dieser immer noch zwischen ihnen stehe. Sie verneint das, aber seit ihrer großen Liebesenttäuschung sei sie Männern gegenüber distanziert. Tomaso sieht darin eine Absage auf seine Hoffnungen und kündigt seine Abreise an. Doch Cristina, die ihn als zuverlässigen zurückhaltenden Freund schätzen gelernt hat, will ihn bei sich behalten und ist bereit ihn zu heiraten. Parallel dazu verläuft die Beziehung Pascas zu Tomasos Diener Pedro. Diese Situation findet Florindo bei seiner Ankunft vor, er reagiert darauf etwas neidisch und wird vom Kapitän schnell verabschiedet.

## Zweite Fassung
Die erste Fassung von 1910 wurde vom S. Fischer Verlag auf Hofmannsthals Verlangen zurückgezogen und die zweite Fassung erschien im selben Jahr. In dieser fehlt der in Capodiponde spielende dritte Akt, der mit der Zustimmung Cristinas zu einer Heirat mit Tomaso und der Verabschiedung Florindos endet. Der bisherige zweite Akt wurde geteilt: in den Verführungs-Abend und (nach dem Zwischenvorhang) in die Gespräche vor der Abreise am nächsten Morgen. Somit bleibt in der zweiten Fassung das Ende offen.

## Casanova-Motiv
Als Vorlage für sein Theaterstück, das unter Mitarbeit von Harry Graf Kessler entstanden ist, diente Hofmannsthal ein Abenteuer Casanovas, auf das ihn Kainz im Sommer 1907 hingewiesen hat.
Der Autor greift das aus dem Bürgerlichen Trauerspiel bekannte Motiv des verführten und verlassenen Mädchens auf, verändert aber die Handlung zu einem versöhnlichen Ende und nennt sein Stück deshalb eine Komödie. Die finanziell unabhängige Cristina versinkt nicht in Schuldgefühlen, sondern nimmt die Liebesnacht aus der damaligen Situation als gegeben hin, überwindet die Enttäuschung darüber, dass sie den Geliebten, einen Frauenhelden aus „innerer Bestimmung“ nicht binden konnte, und findet eine vernünftige Lösung. Zugleich verändert der Autor die Rollenverteilung in Verführer und Opfer. Cristinas feste bodenständige Verbindung mit dem zuverlässigen Tomaso kontrastiert mit dem ruhelos von einer Affäre zur nächsten herumreisenden Florindo.

## Rezeption
In seinem Aufsatz „Hofmannsthals erste Komödie“ stuft Alewyn das Stück als heiter, aber „im Ganzen nicht eigentlich komisch“ ein. Themen seien „sinnliche Verführung“ und „erotisches Abenteuer“. Die Figuren des Stücks seien einfach strukturiert. Es fehle der typisch Hoffmannsthalsche „problematische Mensch“. Florindo sei „als der große Kuppler die Seele der Komödie“. Cristina, „treu“ und „gediegen“, sei sein „Gegenstück“. Florindo ziehe schließlich „mit leeren Händen ab“. Cristina und der Kapitän, beide durch das Abenteuer „geprüft und gereift“, seien berufen, „ein Bleibendes zu stiften: die Ehe“.

## Adaptionen

### Film
- Am 25. März 1965 wurde der gleichnamige Film von Ludwig Cremer im Fernsehen ausgestrahlt. Johanna Matz spielte die Cristina, Walter Richter den Tomaso und Helmut Griem den Florindo.[15]

### Hörspiel
- ORF-S, 12. Dezember 1987 (98:45 min). Regie: Helmut Wiesner, Bearbeitung: Klaus Gmeiner. Besetzung: Christine Ostermayer (Cristina), Peter Wolfsberger (Florindo), Horst Christian Beckmann (Tomaso, Schiffskapitän) u. a.

## Ausgaben
- Hugo von Hofmannsthal: Cristinas Heimreise. Komödie. S. Fischer, Verlag, Berlin. 1910. Faksimile. Digitaler Volltext der ersten Fassung.
- Hugo von Hofmannsthal: Cristinas Heimreise (1909). S. 115–222 in: Hugo von Hofmannsthal, Gesammelte Werke in zehn Einzelbänden, hrsg. von Bernd Schoeller in Beratung mit Rudolf Hirsch, S. Fischer, Frankfurt a. M., 1949 (Aufl. anno 1986), Band Dramen IV. Lustspiele. 580 Seiten, ISBN 3-10-031544-8